# Sebastian Mladen
Sebastian Mladen (sinh ngày 11 tháng 12 năm 1991) là một cầu thủ bóng đá người România thi đấu cho FC Viitorul Constanța ở vị trí hậu vệ.

## Danh hiệu

### Câu lạc bộ
Viitorul Constanța
- Liga I: 2016–17